# Chris Kraus
Chris Kraus, född 1955 i New York, är en amerikansk författare och filmskapare. Hennes romaner innefattar I Love Dick, Aliens & Anorexia, Torpor och Summer of Hate. 2004 års Video Green, hennes första facklitterära produktion, utforskar det sena 1990-talets Los Angeles och bakgrunden till stadens nya roll på den internationella konstscenen.
Bland Kraus filmer märks Gravity & Grace, How To Shoot A Crime och The Golden Bowl, or, Repression. Hennes debutroman I Love Dick gavs ut på svenska 2016.

## Biografi
Kraus föddes i New York och tillbringade sin uppväxt omväxlande i Connecticut och Nya Zeeland. Efter BA-examen vid Victoria University of Wellington arbetade hon under fem års tid som journalist, varefter hon som 21-åring flyttade tillbaka till New York.
I New York började Kraus studera hos skådespelerskan Ruth Maleczech och regissören Lee Breuer, vars ateljé i East Village gick under namnet ReCherChez. Hon blev snart del av stadens då expansiva konstscen och producerade (kort)filmer, videokonst, performanceuppträdanden och teaterpjäser. I slutet av 1970-talet var hon medlem av "The Artists Project", ett stadssponsrat kulturprojekt med bildkonstnärer, poeter, författare, filmare och dansare.
Kraus produktioner inom performance och videokonst drev med Downtown-scenens genustänkande. Det lyfte samtidigt fram litterära troper och blandade teatrala tekniker med dada, litteraturkritik, social aktivism och performancekonst.
Chris Kraus fortsatte med sitt filmskapande fram till mitten av 1990-talet.

## Författarskap
Från mitten av 1990-talet övergick Kraus till en verksamhet som författare. Hon debuterade med 1997 års I Love Dick, en samling av kärleksbrev till en opresenterad adressat, senare identifierad som sociologen Richard "Dick" Hebdige.
I februari 2016 offentliggjordes att Jill Soloway arbetade på en pilot för en TV-serie baserad på boken.
Aliens & Anorexia (2000) hoppar fram och tillbaka mellan då och nu och mellan olika platser. Det följer Ulrike Meinhofs liv och aktivism, teaterscenen i det sena 1970-talets New York, drogexperimenten hos Aldous Huxley, Paul Theks målningar och skrifter, allt via berättaren Chris fruktlösa försök att producera och marknadsföra långfilmen Gravity and Grace (titeln är hämtad från Simone Weils bok med samma namn – fransk originaltitel La Pesanteur et la grâce).
2004 års Video Green presenterar en svit på 23 essäer skrivna mellan 1998 och 2003, mestadels i hennes krönikor "Torpor" i tidskriften Artext. Boken är fylld med litterära, personliga kulturella marginalgestalter. Den första – och längsta – av essäerna, betitlad "Art Collection", börjar i samlande på Los Angeles konstscen och fastighetsmarknad och slutar i lantlig miljö i delstaten New York, hos poesi- och konstexcentrikerna William Bronk.
Torpor från 2005 presenterar Jerome Shair (en litteraturprofessor vid Columbia University), hans hustru Sylvie Green (författare och filmmakare med en karriär som gått i stå) och parets hund Lily, genom industriområdenas New York, Paris, Berlin och Östblocket – vid en tid då det senare precis upplösts.
2012 års Summer of Hate är historien om Catt Dunlop, som liksom Kraus själv, arbetar som konstkritiker och tillfällig lärare i olika kulturämnen. Berättelsen utspelas delvis i Albuquerque.

## Produktioner

### Filmografi och performance
- Disparate Action/Desperate Action (1980), performance.
- In Order to Pass (1982), 30 min, Super8-film/video.
- Readings from the Diaries of Hugo Ball (1983–84), performance.
- Terrorists in Love (1985), 5 min, Super8-film/video.
- Voyage to Rodez (1986), 14 min, 16mm-film.
- Foolproof Illusion (1986), 17 min, video.
- How to Shoot a Crime (1987), 28 min, video.
- The Golden Bowl or Repression (1990), 12 min, 16mm-film.
- Traveling at Night (1991), 14 min, video.
- Sadness at Leaving (1992), 20 min, 16mm-film.
- Gravity & Grace (1996), 88 min, Lonely Girl Films (Nya Zeeland/USA/Kanada).
- Longing Last Longer (1998), performance med Penny Arcade, baserad på I Love Dick, regisserad av Eric Wallach och producerad av The Kitchen, New York (januari 1998)